# Michael Palin
Sir Michael Edward Palin KCMG CBE FRGS (nascut el 5 de maig de 1943) és un comediant anglès, actor, escriptor i presentador de televisió més conegut per haver sigut un dels membres de Monty Python i pels seus documentals de viatges.

## Monty Python
A Monty Python, Palin va representar diversos papers, des d'un entusiasta maníac (com el "lumberjack" de "Lumberjack Song") fins a rols calmats (com el venedor del gag "Dead Parrot" o el propietari de "Cheese Shop").
Palin solia escriure amb Jones els esquetxos, incloent "The Lumberjack Song" i "Spam". Alguns els va escriure només ell (o començar) com "Spanish Inquisistion sketch".

## Obres
- Monty Python's Flying Circus (1969-1974)
- Ripping Yarns (1976-1979)
- Un peix anomenat Wanda (1988)
- La volta al món en 80 dies (1989)
- Criatures ferotges (Fierce Creatures) (1997)